# جمعية الإرشاد الإسلامي
جمعية الإرشاد الإسلامي أنشئت في أول رمضان 1371هـ الموافق 24 مايو 1952 في الكويت، هي جمعية دينية هدفها تجديد الفكرة الإسلامية في نفوس الأجيال.
قام عبد العزيز العلي المطوع بتأسيس أولى خلايا "جماعة الإخوان المسلمين" في الكويت عام 1947 بعد لقاءه بمرشد الجماعة حسن البنا عام 1946م. بتوصية من البنا، أصبح المطوع عضوًا في المجلس التأسيسي للجماعة. وكان له صلة وثيقة بالإخوان المسلمين في مصر ومع الإمام الشهيد حسن البنا. ترأس أخوه عبد الله العلي المطوع جمعية الإصلاح. تأثر عبد العزيز بالعمل الإسلامي المنظم للإخوان المسلمين، واعتمدوا مناهجهم في التربية والتوجيه المبنية على الكتاب والسنة، وتبنوا طروحاتهم ومسيرتهم الخيرة.
وتم انعقاد الاجتماع التحضيري الأول في ديوان عبد الله سلطان كليب، وكغيرها من جمعيات النفع العام، أكدت جمعية الإرشاد الإسلامية في قانونها «أن هذه الجمعية الدينية لا تتدخل في السياسة، وهدفها الوعظ الحكيم والإرشاد الحسن»، ويؤكد أحد أبرز أعضائها، عبد الله سلطان الكليب، هذا التوجه للجمعية، ملمحا إلى مشاركة عدد من أعضاء تنظيم الإخوان المسلمين في مصر في تأسيسها، ومشيرا إلى أبرز أنشطتها الاجتماعية داخل الكويت وخارجها، قائلاً :

## أعضاء الجمعية حين التشكيل
- يوسف بن عيسى القناعي (رئيس للجمعية)
- عبد العزيز علي المطوع (مراقب عام)
- محمد العدساني (عضو)
- خالد مسعود الفهيد (عضو)
- عبد الله سلطان الكليب (عضو)

## الجمعية وموسوعة الكويت المختصرة
ذُكر في كتاب الموسوعة الكويتية المختصرة: